# Кен Макре
Кен Макре (англ. Ken McRae; нар. 23 квітня 1968, Північний Дондас, Онтаріо) — канадський хокеїст, що грав на позиції крайнього нападника.

## Ігрова кар'єра
Хокейну кар'єру розпочав 1985 року.
1986 року був обраний на драфті НХЛ під 18-м загальним номером командою «Квебек Нордікс». 
Протягом професійної клубної ігрової кар'єри, що тривала 12 років, захищав кольори команд «Квебек Нордікс» та «Торонто Мейпл-Ліфс».
Загалом провів 143 матчі в НХЛ, включаючи 6 ігор плей-оф Кубка Стенлі.

## Тренерська кар'єра
Як тренер працював з клубами Західної професійної хокейної ліги та Центральної хокейної ліги. Влітку 2008 очолив клуб ОХЛ «Пітерборо Пітс», 31 березня 2010 року керівництво клубу не продовжило з ним контракт.

## Статистика
| Сезон        | Клуб                    | Ліга         | Регулярний сезон | Регулярний сезон | Регулярний сезон | Регулярний сезон | Регулярний сезон | Плей-оф | Плей-оф | Плей-оф | Плей-оф | Плей-оф |
| Сезон        | Клуб                    | Ліга         | І                | Г                | П                | О                | ШХ               | І       | Г       | П       | О       | ШХ      |
| ------------ | ----------------------- | ------------ | ---------------- | ---------------- | ---------------- | ---------------- | ---------------- | ------- | ------- | ------- | ------- | ------- |
| 1985–86      | «Садбері Вулвс»         | ОХЛ          | 66               | 25               | 40               | 65               | 127              | 4       | 2       | 1       | 3       | 12      |
| 1986–87      | «Садбері Вулвс»         | ОХЛ          | 21               | 12               | 15               | 27               | 40               | —       | —       | —       | —       | —       |
| 1986–87      | «Гамільтон Стілгокс»    | ОХЛ          | 20               | 7                | 12               | 19               | 25               | 7       | 1       | 1       | 2       | 12      |
| 1987–88      | «Гамільтон Стілгокс»    | ОХЛ          | 62               | 30               | 55               | 85               | 158              | 14      | 13      | 9       | 22      | 35      |
| 1987–88      | «Квебек Нордікс»        | НХЛ          | 1                | 0                | 0                | 0                | 0                | —       | —       | —       | —       | —       |
| 1987–88      | «Фредеріктон Експрес»   | АХЛ          | —                | —                | —                | —                | —                | 3       | 0       | 0       | 0       | 8       |
| 1988–89      | «Галіфакс Цитадельс»    | АХЛ          | 41               | 20               | 21               | 41               | 87               | —       | —       | —       | —       | —       |
| 1988–89      | «Квебек Нордікс»        | НХЛ          | 37               | 6                | 11               | 17               | 68               | —       | —       | —       | —       | —       |
| 1989–90      | «Квебек Нордікс»        | НХЛ          | 66               | 7                | 8                | 15               | 191              | —       | —       | —       | —       | —       |
| 1990–91      | «Галіфакс Цитадельс»    | АХЛ          | 60               | 10               | 36               | 46               | 193              | —       | —       | —       | —       | —       |
| 1990–91      | «Квебек Нордікс»        | НХЛ          | 12               | 0                | 0                | 0                | 36               | —       | —       | —       | —       | —       |
| 1991–92      | «Галіфакс Цитадельс»    | АХЛ          | 52               | 30               | 41               | 71               | 184              | —       | —       | —       | —       | —       |
| 1991–92      | «Квебек Нордікс»        | НХЛ          | 10               | 0                | 1                | 1                | 31               | —       | —       | —       | —       | —       |
| 1992–93      | «Сент-Джонс Мейпл-Ліфс» | АХЛ          | 64               | 30               | 44               | 74               | 135              | 9       | 6       | 6       | 12      | 27      |
| 1992–93      | «Торонто Мейпл-Ліфс»    | НХЛ          | 2                | 0                | 0                | 0                | 2                | —       | —       | —       | —       | —       |
| 1993–94      | «Сент-Джонс Мейпл-Ліфс» | АХЛ          | 65               | 23               | 41               | 64               | 200              | —       | —       | —       | —       | —       |
| 1993–94      | «Торонто Мейпл-Ліфс»    | НХЛ          | 9                | 1                | 1                | 2                | 36               | 6       | 0       | 0       | 0       | 4       |
| 1994–95      | «Детройт Вайперс»       | ІХЛ          | 24               | 4                | 9                | 13               | 38               | —       | —       | —       | —       | —       |
| 1994–95      | «Фінікс Роадруннерс»    | ІХЛ          | 2                | 2                | 0                | 2                | 0                | 9       | 3       | 8       | 11      | 21      |
| 1995–96      | «Фінікс Роадруннерс»    | ІХЛ          | 45               | 11               | 14               | 25               | 102              | 4       | 1       | 1       | 2       | 24      |
| 1996–97      | «Фінікс Роадруннерс»    | ІХЛ          | 72               | 25               | 28               | 53               | 190              | —       | —       | —       | —       | —       |
| 1996–97      | «Провіденс Брюїнс»      | АХЛ          | 9                | 5                | 5                | 10               | 26               | 10      | 1       | 3       | 4       | 17      |
| 1997–98      | «Х'юстон Аерос»         | ІХЛ          | 78               | 22               | 32               | 54               | 192              | 1       | 0       | 0       | 0       | 0       |
| Усього в ОХЛ | Усього в ОХЛ            | Усього в ОХЛ | 169              | 74               | 122              | 196              | 350              | 25      | 16      | 11      | 27      | 59      |
| Усього в ІХЛ | Усього в ІХЛ            | Усього в ІХЛ | 221              | 64               | 83               | 147              | 522              | 14      | 4       | 9       | 13      | 45      |
| Усього в АХЛ | Усього в АХЛ            | Усього в АХЛ | 291              | 118              | 188              | 306              | 825              | 22      | 7       | 9       | 16      | 52      |
| Усього в НХЛ | Усього в НХЛ            | Усього в НХЛ | 137              | 14               | 21               | 35               | 364              | 6       | 0       | 0       | 0       | 4       |